# Lygniodes plateni
Lygniodes plateni là một loài bướm đêm trong họ Erebidae.